# Thijs de Klijn
Thijs de Klijn (* 1990 in Utrecht) ist ein niederländischer Jazzmusiker (Gitarre, Komposition).

## Wirken
De Klijn studierte am Conservatorium van Amsterdam und am HKU-Konservatorium in Utrecht Jazzgitarre bei Jesse van Ruller, Maarten van der Grinten, Martijn van Iterson, Reinier Baas, Durk Hijma, Eef Albers, Wim Bronnenberg und Peter Bernstein. Er war in den Niederlanden unter anderem mit dem Vocking Jazz Kwintet sowie Startas Orkester unterwegs. 2012 nahm er mit der Jazzpop-Band Femme Vanille in New York das Album Coordinates auf, das er auf Tourneen mit der Band in den Niederlanden und Deutschland vorstellte. 2014 zog de Klijn nach Berlin, wo er Mitglied des Pocket-Trios wurde. Mit dem Bassisten Timothy Verdasca spielte er in dessen Band Tim V das Album Berlin Suite ein, das 2017 bei QFTF erschien. Mit seinem eigenen Quintett, zu dem die Saxophonisten Olga Amelchenko und Musina Ebobissé sowie Thomas Kolarczyk (Kontrabass) und Mathias Ruppnig (Schlagzeug) gehörten, veröffentlichte er 2018 bei Flyin' High Records sein Debütalbum Factotum mit Eigenkompositionen.
Im Herbst 2016 kehrte De Klijn in die Niederlande zurück, trat aber weiterhin mit seinem Quintett auf. Dann spielte er häufig mit dem Saxophonisten Coen Kaldeway oder dem Gitarrenkollegen Piotr Lipowicz.